# BYD e2
BYD e2 – elektryczny samochód osobowy klasy kompaktowej produkowany pod chińską marką BYD od 2019 roku.

## Historia i opis modelu

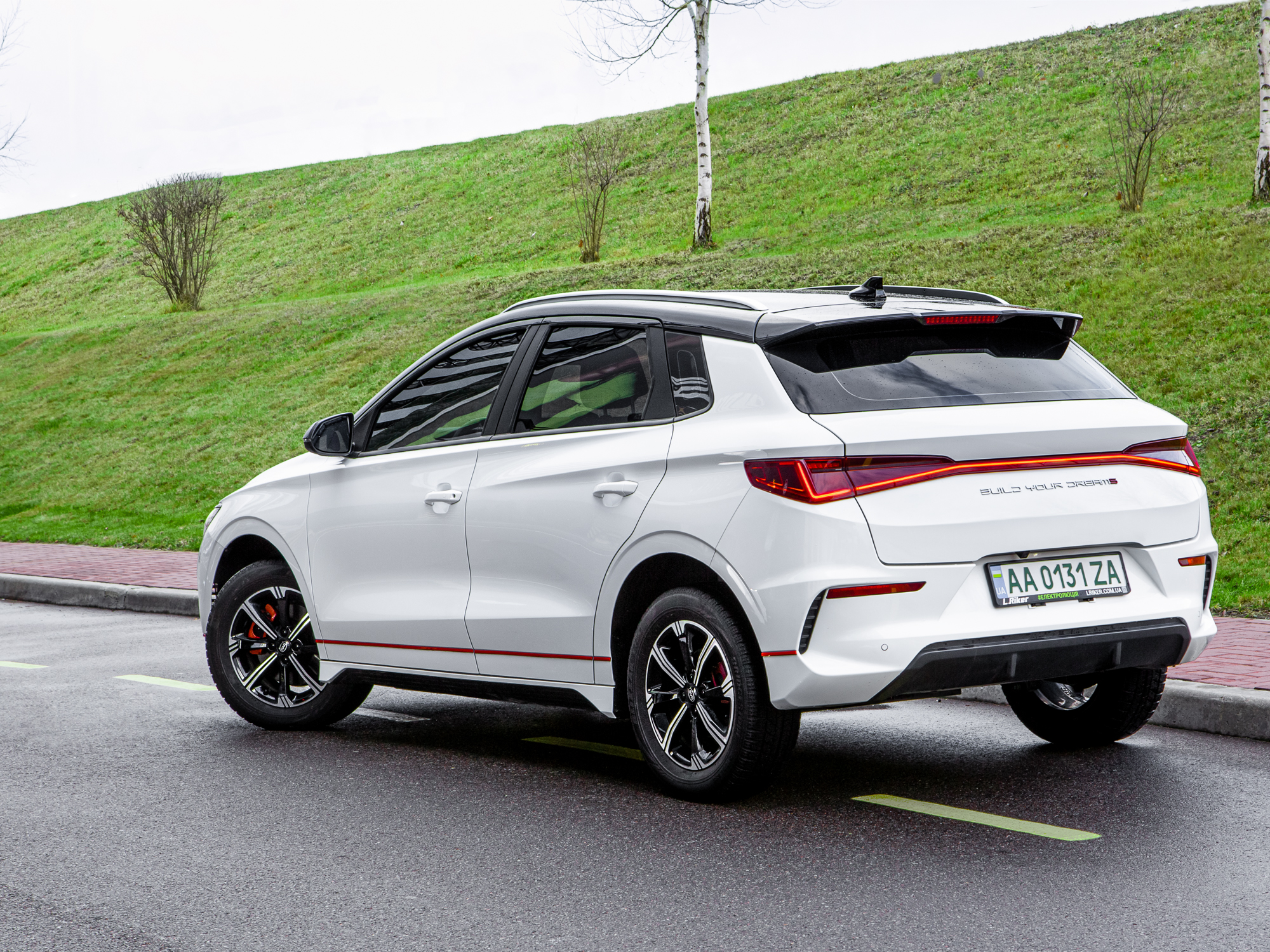
BYD e2 - tył

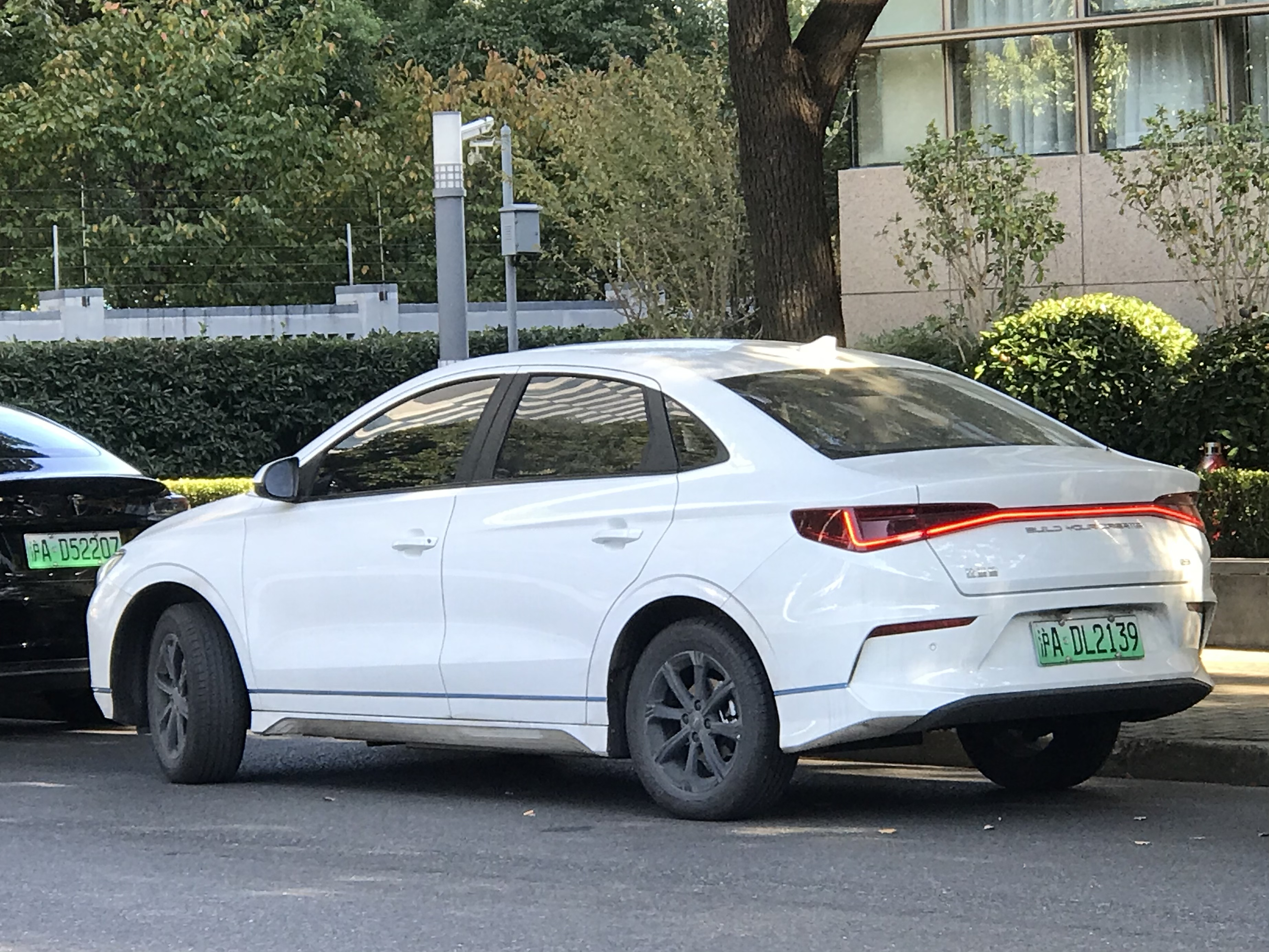
BYD e3

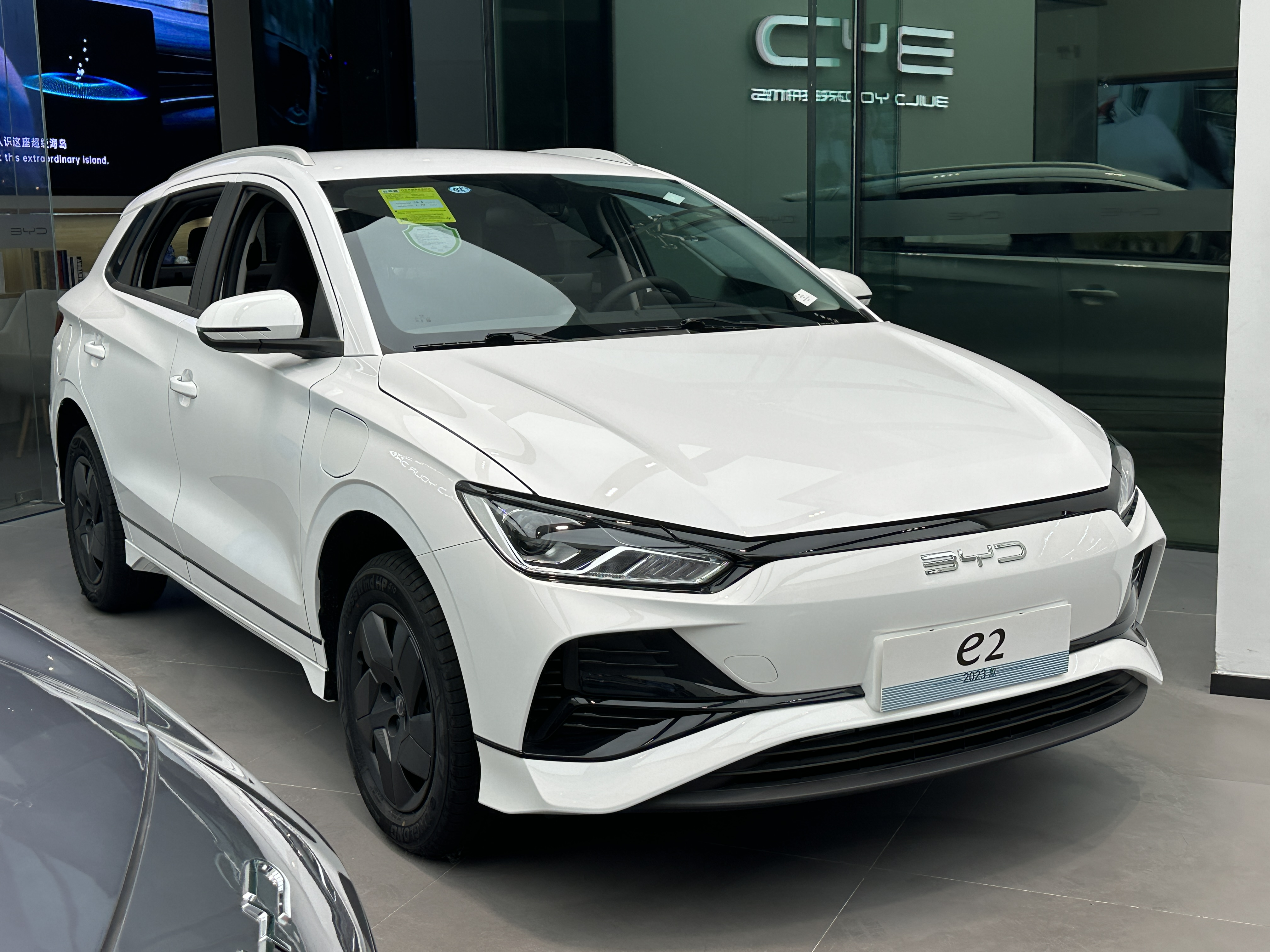
BYD e2 po liftingu

Podczas wystawy samochodowej Shanghai Auto Show w kwietniu 2019 roku BYD Auto przedstawił nowy model e2 w ramach rozbudowy swojej gamy samochodów elektrycznych. Pojazd przyjął postać kompaktowego, 5-drzwiowego hatchbacka utrzymanego w języku stylistycznym Dragon Face, który charakteryzuje się nisko osadzonymi, agresywnie ukształtowanymi reflektorami oraz dużą imitacją wlotu powietrza w kształcie trapezu.
Kabina pasażerska utrzymana została w wielobarwnym wzornictwie, z kolorowym wyświetlaczem w miejscu wskaźników, a także centralnie umieszczonym ekranem systemu multimedialnego umieszczonym w środkowym miejscu deski rozdzielczej. Liczba przełączników została zminimalizowana, z kolei dotykowy ekran wyposażono w funkcję obracania się o 90 stopni z pozycji horyzontalnej do wertykalnej.
Pół roku po debiucie BYD-a e2, producent zdecydował się poszerzyć gamę nadwoziową także o 4-drzwiowego sedana o nazwie BYD e3 charakteryzującego się smuklejszą sylwetką z ostro zarysowaną linią bagażnika. Samochód pozostał w produkcji do drugiej połowy 2022 roku, po czym zniknął z rynku.

### Lifting
W kwietniu 2023 roku BYD e2 przeszedł obszerną restylizację, która przyniosła nowy wygląd pasa przedniego pozbawionego imitacji wlotu powietrza i nowym logo firmowym. Przeprojektowano wkłady reflektorów i lampy tylne, a także wdrożono całkowicie nowy projekt kabiny pasażerskiej o bardziej krągłym wzornictwie. W ramach zmian stylistycznych samochód został włączony do linii modelowej Ocean.

### Dane techniczne
Kompaktowa gama modeli e2 i e3 napędzana jest przez silnik elektryczny o mocy 94 KM, który pozwala rozpędzić się do 130 km/h i rozwinąć maksymalny moment obrotowy 180 Nm. Zasięg kompaktowych modeli BYD-a dzięki baterii o pojemności 35,2 kWh wynosi na jednym ładowaniu do 305 kilometrów. Model po restylizacji został wyposażony w większą i unowocześnioną baterię litowo-fosforanowo-żelazową o pojemności 43,2 kWh, pozwalając na przejechanie na jednym ładowaniu do ok. 405 kilometrów.